# 清音寺 (茨城県城里町)
清音寺（せいおんじ）は、茨城県東茨城郡城里町にある臨済宗南禅寺派の寺院。

## 歴史
809年（大同4年）、弘法大師空海によって開山された。その後837年（承和4年）に空海の弟子である真雅が「鎮護山大聖教院浄光寺」と称する寺院として整備した。その後1051年（永承6年）の前九年の役の時に、源頼義が戦勝祈願をしたり、1193年（建久4年）に鎌倉幕府初代将軍源頼朝が那須野の巻狩において、寺領を与えたりしている。
しかし1236年（嘉禎2年）の火災でほぼ全焼してしまった。1344年（康永3年）に常陸国の佐竹氏当主佐竹義篤が父の貞義の追善供養のために再建した。その際に真言宗から臨済宗に転宗し、「太古山獅子院清音寺」に改称した。
1580年（天正8年）に、またもや火災に遭ってしまった。しかも有力檀家だった佐竹氏は出羽国に転封され、廃寺の危機に陥った。1602年（慶長7年）に幸いにも徳川家康の保護を受けることに成功し再建された。そして水戸藩第2代藩主徳川光圀により、南禅寺の直属寺院となっている。当寺の所属宗派が「臨済宗南禅寺派」なのは、これに由来する。

## 文化財
- 宝篋印塔三基（城里町指定文化財 昭和47年12月27日指定）[2]

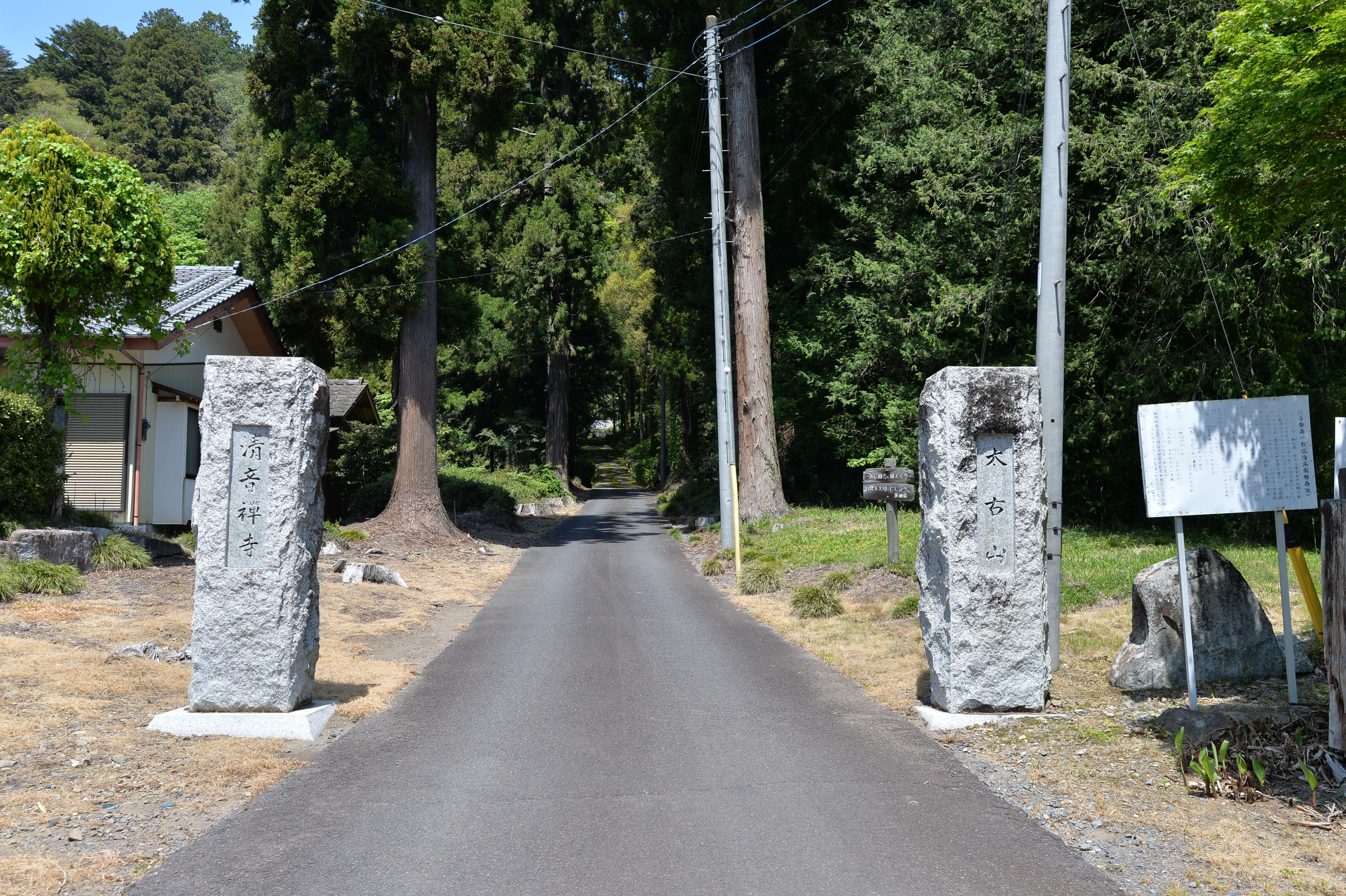
入口
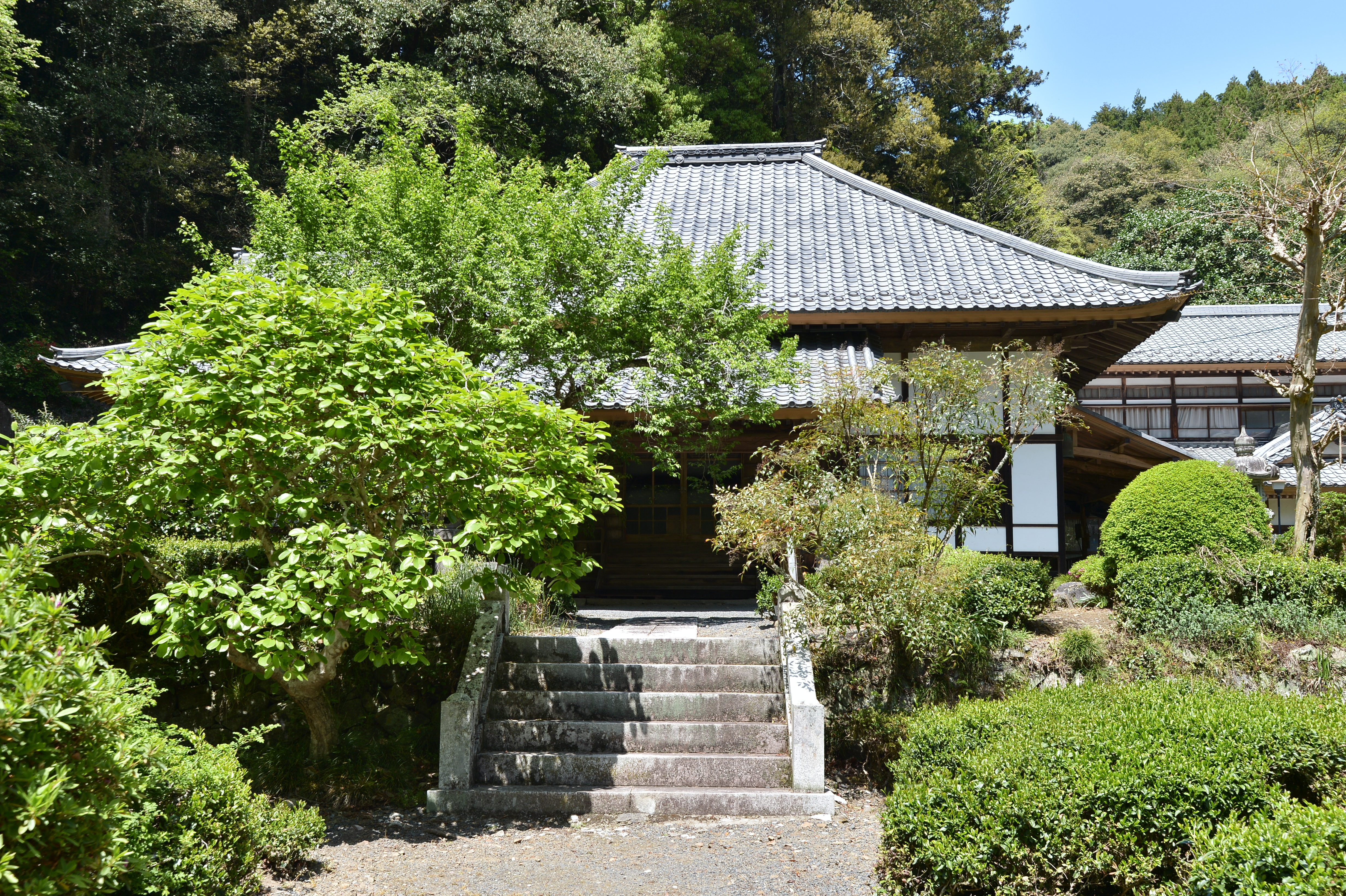
本堂
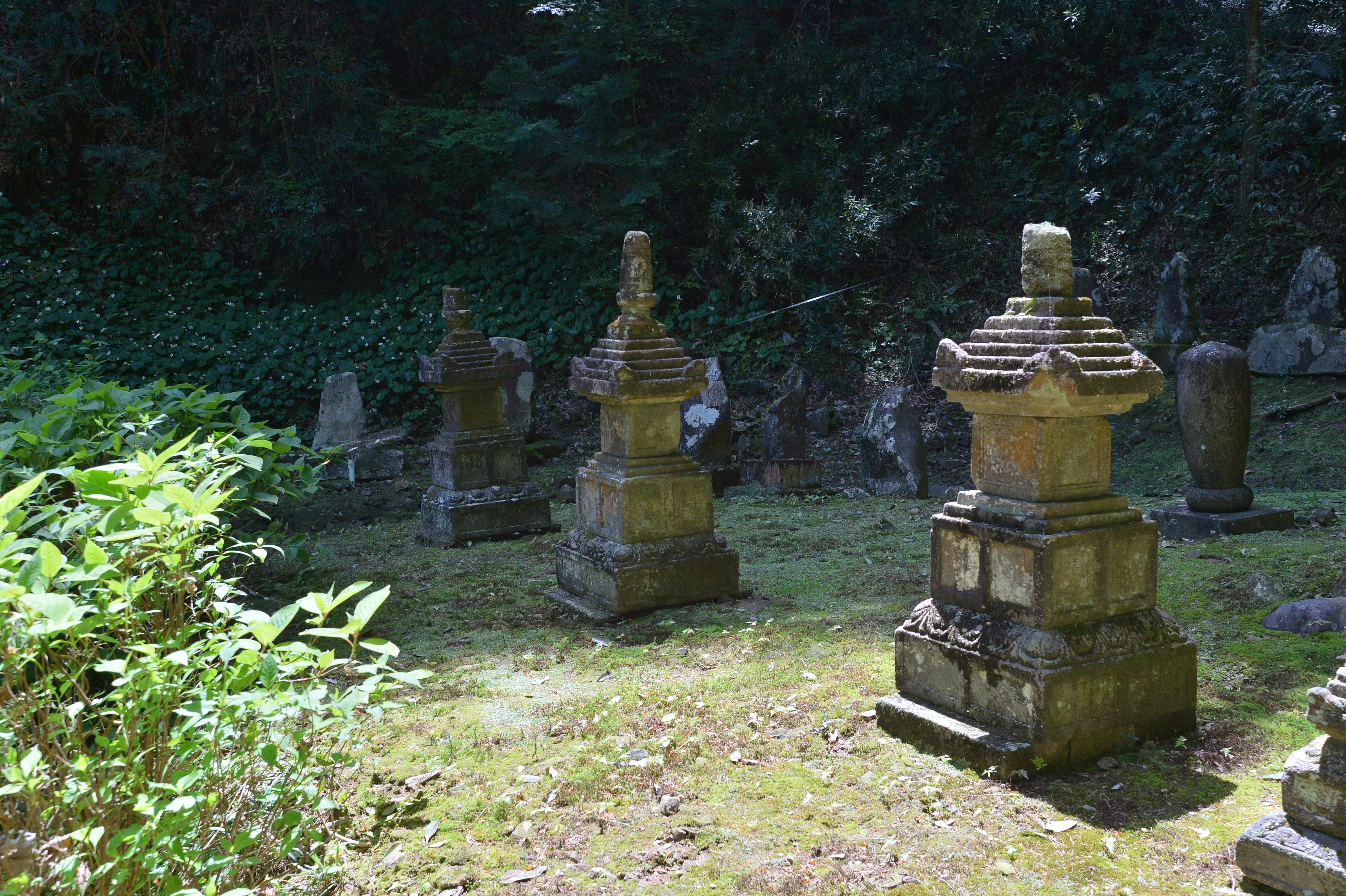
宝篋印塔三基

## 交通アクセス
- 路線バス仲郷停留所より徒歩29分。